# 吉沢秀雄
吉沢 秀雄（よしざわ ひでお）は、日本のゲームクリエイター、東京工芸大学芸術学部ゲーム学科教授。明治学院大学社会学部社会学科卒業。

## 経歴
1984年、テクモ入社。『忍者龍剣伝』などのディレクターを務めたのち、1992年にナムコに入社。『風のクロノア door to phantomile』などのディレクターを経て、ミスタードリラーシリーズやニンテンドーDS向けゲームソフトのプロデューサーを務める。2007年4月1日よりコンテンツ制作本部第3制作ユニットゼネラルマネージャー（部長職）。2010年には総合プロデューサーとして「ナムコジェネレーションズ」を立ち上げる。
2016年4月、バンダイナムコスタジオを退職、フリーランスに転向。2020年4月より東京工芸大学芸術学部ゲーム学科教授に着任。

## 製作に関わった作品
- マイティボンジャック
- 忍者龍剣伝
- 忍者龍剣伝II 暗黒の邪神剣
- 忍者龍剣伝III 黄泉の方船
- ラディア戦記 黎明篇
- スーパーファミリーテニス
- ワギャンパラダイス
- 風のクロノア door to phantomile（PS版ディレクター、Wii版プロデューサー）
- 風のクロノア ムーンライトミュージアム
- エースコンバット3 エレクトロスフィア（1999年、PS）プロデューサー
- ミスタードリラーエース ふしぎなパクテリア
- ミスタードリラー ドリルランド
- ミスタードリラー ドリルスピリッツ
- パックピクス
- 右脳の達人 爽解! まちがいミュージアム
- 気持ちよさ連鎖パズル トリオンキューブ
- 右脳の達人 ひらめき子育てマイエンジェル
- 超劇場版ケロロ軍曹3 天空大冒険であります!
- パックマン&ギャラガ ディメンションズ
- パックマン チャンピオンシップ エディション DX
- ギャラガレギオンズ DX

## 著書
- ゲームプランナー集中講座 ゲーム創りはテンポが9割（SBクリエイティブ、2015年12月19日）ISBN 978-4-7973-8562-5
- 「気持ちいい」から考えるゲームアイデア講座（技術評論社、2022年2月16日）ISBN 978-4297126193